# ブルーノ (チンパンジー)
ブルーノ（Bruno、1986年 - ）は、シエラレオネ共和国の大型チンパンジー。2006年に一人の人間を殺害し、配下のチンパンジーの群れに複数の人間を襲わせ重傷を負わせた。その後、2025年現在においても発見されていない。

## 事件の背景
貧困に喘いでいたシエラレオネの住民は、捕獲した子どものチンパンジーを売却することで外貨収入を得ていた。その際、母子のチンパンジーを捕獲し、商品価値の低い親のチンパンジーは殺害することが一般だった。シエラレオネ政府はチンパンジーの親子を密猟者から守るために保護区を設定する。しかし、住民が行う無計画な森林伐採によりチンパンジーが人間から逃げ隠れすることが困難となった。

## ブルーノの生い立ち
1988年、保護区の経理担当職員バーラ・アマラセカランと妻のシャルマイラは、シエラレオネ共和国の首都フリータウンの北部150キロに存在する小さな村の市場で幼い一匹の弱々しいチンパンジーが売られているのを発見し、20ドルで購入。その子ザルは仮に夫妻が購入しなければじきに衰弱死したと考えられている。夫妻は元気に育ってほしいと願い、当時マイク・タイソンと戦った英国のヘビー級ボクサーであるフランク・ブルーノにちなんで子ザルにブルーノと名付けた。。
生後数年間、自宅にて檻に入れずブルーノを育てたが、二匹目のチンパンジーのジュリーを引き取る際に手狭となり、庭へ檻を設置し二匹を収容した。保護地が設営されたとき、大きくなりすぎたブルーノは他のチンパンジーとは別に檻へとどめ置かれた。1998年、電気フェンスによる囲いが設置され、その中に彼も解き放たれた。

## ブルーノの身体能力と知力
成長した体長は180cm、体重は90kg超。口腔には2インチ (5.08cm）の犬歯を有していた。平均的な雄のチンパンジーの体長85cm、体重40-60kgに鑑みるとその巨体は群れの中で一層際立っていた。
ブルーノは巨大な体躯と体力、優れた運動能力とリーダーシップによってボスとして群れを完全に支配した。
一般にチンパンジーの投擲能力は限られたものである。だがブルーノは規格外に優れており、自分が気に入らない観客に対して糞や様々な大きさの石を投げつけ正確に当てることができた。

## 失踪
チンパンジーの生育地は二重のフェンスで囲まれ、それに加え電気柵を設置。生育地内への出入りには複数の鍵を開けるという工程を必要とした。管理側は類人猿には理解できない複雑な開錠操作と電気ショックによるオペラント条件付けによりチンパンジーの集団を完全に管理できていると信じていた。だがチンパンジーたちは、人間が日頃どのようにゲートの鍵を開錠するのか観察・学習し、2006年、ブルーノはゲートの開扉に成功し、部下を連れて保護地を脱出した。
アマラセカラン夫妻を含む保護区の職員らはチンパンジーの集団脱走に対し、当初楽観的見通しを持っていた。チンパンジーらは野生のチンパンジーのグループに迎えられて彼らと同化していくと考えたのである。だが後述のように人間に育てられたチンパンジーが野生の集団に溶け込むことはできなかった。

## 襲撃事件
2006年4月、本保護区からおよそ3キロ離れたレスター・ピーク・ジャンクションに新たな米国大使館が建設されていた。4月23日の日曜日、建設現場の作業を担うキャドル・コンストラクション・カンパニーから派遣され働いていた下請け会社の米国人労働者三名（アラン・ロバートソン、ギャリー・ブラウン、リッチー・ゴッディー）とシエラレオネ人のメルヴィン・ママーは、地元出身のアイサ・カヌー運転のタクシーに乗り同施設の視察へ向かった  。
暗い藪の中の間道に差し掛かった道中、ふと車内から外を眺めると、自分たちを静かにじっと見つめるチンパンジーの群れに気が付いた。彼らは自分たちの置かれている危局を理解できず、好奇心からカメラを取り出し群れの撮影を試みた。チンパンジーが危険な動物だと知る地元出身のカヌーは、ただちに彼らを制止後、即座に窓を閉めるよう指示しその場を急いで離れようとした。しかし、チンパンジーの恐ろしさを熟知するがゆえにカヌーは恐怖のあまり冷静さを失う。運転操作を誤って保護区のゲートに車体を突っ込ませ、鉄製の檻に引っかかり抜け出せなくなった。

### ブルーノの残忍さ
この機に乗じたブルーノは、車のフロントガラスをこぶしで叩き割り、運転手のカヌーを車体から引きずり出す。つづけて首根っこをつかんで頭部を地面に何度も叩きつけ失神させた。その後手足の指の爪を剥がしたあと四肢すべての指を噛み切って切断。こうしてあらかじめ抵抗できなくさせ、生きたまま顔面を食いちぎり死に至らしめた。
残りの四人はばらばらの方向へ逃走。
恐怖心から判断力を失った人間たちはチンパンジーの狩猟本能の赴くまま個別に捕らえられいたぶられた。
被害状況から察するに、チンパンジーたちは常に自分たちを迫害してきた現地人（黒人）と、外来者（白人）を区別し対処している。彼らの憎しみは主に黒人へ向けられた。
シエラレオネ人のママーは腕に重傷を負わされ、のちに病院へ搬送されたが切断を余儀なくされた。
これらの惨劇はわずか45分間（午前8時から8時45分）の間に起きている。

## 捜索
事態の重大さに驚愕したシエラレオネ政府は直ちに事態の収拾と対策に乗り出した。常に対応の遅いアフリカ行政府が迅速に動いた理由のひとつに、主要な経済援助国の米国民が被害者に多数含まれたことも関係していると考えられる。
政府は直ちに警察隊を現場へ派遣し、脱走したチンパンジーたちの捜索に着手したが、見つけ出すことはできなかった。
警察が地域住民に対し行ったことは、チンパンジーとの遭遇時は近づかないよう警告することのみであった。
自分たちを本気で守ろうとしない警察に住民は苛立ち、怒りと恐怖のあまり暴動状態に陥った。警察は彼らの鎮静化を図るため、拳銃を空に向け威嚇射撃せざるを得なかった。業を煮やした政府は、自動小銃で武装した兵士からなる増援部隊を送り込む。作業員に対する厳重な護衛のもと現場一帯をコンバインで刈り取る作業を行い、森林と居住地域との間に緩衝地帯を設けた。保護区当局は、ジャングルのいたるところに赤外線感知の自動カメラを設置してチンパンジーの動向を追ったがその効果は限定的だった。

## 脱走したチンパンジーのその後
保護区からの逃亡で一度は自由を満喫したチンパンジーたちだったが、野生の中で生きる術を学んでいない彼らが野生の集団から歓迎されることはなかった。やがて窮し、9匹は自発的に保護区へ戻らざるを得なかった。結果的に27匹を捕獲したが、ブルーノを含む残り4匹はいまだ捕らえられていない。彼の姿は何度も自動カメラが捉えたが、現在に至るまで捕獲されていない。

## ブルーノの伝説化
シエラレオネ政府のオケレ・アダムス観光大臣は、事件後にフリータウン郊外の現場を訪れた。そこで、チンパンジーを探し出し保護区へ連れ戻すために警察が捜索を行っていると語った。警察はAFP通信に対して、自分たちの目的は捜索であり、チンパンジーを傷つけるつもりはないと声明を出している。
日本とオーストラリアの友好に多大な功績を残したことで知られるポール・グリン（パウロ・グリン）神父は、著書『King Bruno』にてブルーノに対する同情的な記述を残した。

## 書籍
- Paul Glynn 2013 King Bruno. Gola Books.